# Giuliano Traballesi

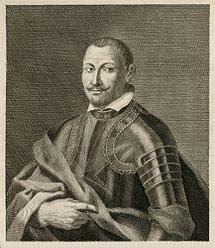
Portrait de Jacopo Inghirami, vers 1670.

Giuliano Traballesi ou Giulio Traballesi, né à Florence en 1727 et mort à Milan en 1812, est un peintre et un graveur italien du baroque tardif, actif pendant la période néoclassique italienne.

## Biographie
Giuliano Traballesi fut élève de l'Académie du dessin de Florence.
Une grande partie de ses fresques milanaises ont été détruites par les bombardements de 1943 pendant la Seconde Guerre mondiale.
La pinacothèque de Brera conserve des panneaux de décorations d'escalier du Palais Royal.
Il est intervenu avec Giuseppe del Moro et Giuseppe Maria Terreni pour restaurer des fresques de la Galerie des Offices de Florence endommagées par un incendie en 1762.
Andrea Appiani fut de ses élèves.

## Œuvres
- Décorations des murs du Kaffeehaus du jardin de Boboli
- Mercure et les Grâces, peinture sur toile préparatoire d'un plafond, Pinacoteca Ambrosiana, Milan
- Ascension de la Vierge, fresque de plafond de l'église San Filippo Neri du Complesso di San Firenze
- Incoronazione della Vergine (1771-1774) fresque de la coupole et i quattro Evangelisti, Santuario de Montenero, Livourne
- Nascita e la decollazione del Battista, Chiesa di San Giovanni Battista e San Provino, Agno
- Fresque de la voûte à la  Chiesa di Santa Caterina de Livourne
- S. Maria della Misericordia, Sienne